# 서강고등학교
서강고등학교(瑞江高等學校)는 대한민국 광주광역시 북구 운암동에 있는 사립 고등학교이다.

## 학교 연혁
- 1976년 7월 1일 : 학교법인 서강학원 인가, 설립자 서강 김경식 박사 초대 이사장 취임
- 1977년 3월 14일 : 전일실업고등학교 개교, 제1회 입학식(360명)
- 1983년 8월 12일 : 서강고등학교 개편 인가
- 1993년 10월 30일 : 진로지도 시범학교 운영보고회
- 1996년 8월 8일 : 남녀공학으로 개편 인가(남자 6, 여자 4학급)
- 1999년 7월 9일 : 심성수련 시범학교 운영보고회
- 2003년 12월 11일 : 체육관 준공
- 2005년 3월 17일 : 문화관 준공
- 2011년 3월 2일 : 교과교실제(A형) 운영
- 2019년 3월 1일 : 교육부 지정 고교학점제 연구학교
- 2020년 3월 9일 : 교육부 지정 2020년 인공지능(AI) 융합 교육과정 운영 고등학교
- 2025년 3월 1일 : 제13대 박홍찬 교장 취임
- 2025년 3월 4일 : 제49회 입학식(249명)

## 참고 자료
- 서강고등학교 - 한국교육학술정보원 학교알리미